# F. W. Quist

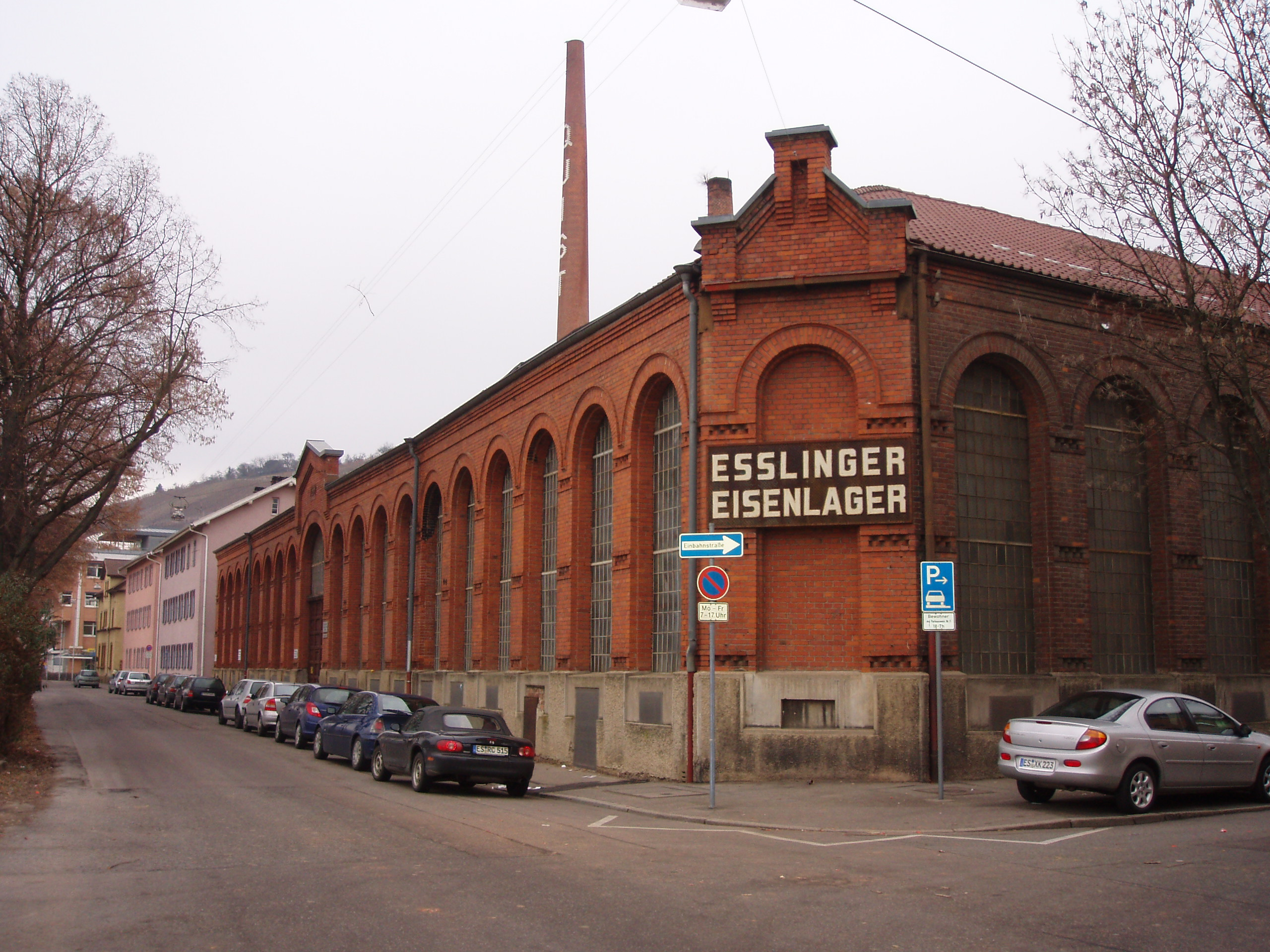
Ehemaliges Fabrikgebäude mit Schornstein

Das Unternehmen F. W. Quist war eine Metallwarenfabrik in Esslingen am Neckar in Baden-Württemberg, die von 1895 bis 1981 bestand.

## Geschichte
Das Unternehmen geht zurück auf einen Betrieb, der 1866 von Jakob Schweizer jun., einem Drechsler und Metalldreher, auf dem Grundstück Martinstraße 1 als Lackier- und Metallwaarenfabrik gegründet und 1872 unter der Firma Actien-Plaqué-Fabrik in eine Aktiengesellschaft umgewandelt wurde. Dabei wurden insgesamt 178 Aktien im Wert von jeweils 700 Gulden gezeichnet, woraus sich ein Aktienkapital von 124.600 Gulden ergab. Jakob Schweizer hielt zu diesem Zeitpunkt nur zwölf der Aktien; der Rest verteilte sich zu nahezu gleichen Teilen auf vier Aktionäre aus Stuttgart.
Zu diesen Hauptaktionären gehörte Friedrich Wilhelm Quist (1831–1903). Er wurde Direktor der Actien-Plaqué-Fabrik und übersiedelte aus Stuttgart nach Esslingen. Im Jahr 1885 existierten insgesamt 200 Aktien, die gleichmäßig auf alle fünf Aktionäre verteilt waren. Jakob Schweizer jun. hatte also seinen Aktienbestand deutlich erhöht. Für das Geschäftsjahr 1884 ist eine Dividende von sieben Prozent belegt.
Nach dem Tod Jacob Schweizers im Jahr 1886 wurde die Aktiengesellschaft 1887 wieder aufgelöst. Liquidation#Liquidator war Friedrich Wilhelm Quist mit einem dreiköpfigen Aufsichtsrat. Der Betrieb ging in die Hände der ehemaligen Aktionäre Quist und Robert Eisenmann über, die inzwischen alle 200 Aktien im Wert von je 1200 Mark an sich gebracht hatten. Letzterer verkaufte seinen Anteil an der oHG im Jahr 1890 an Quist. Dennoch führte das Unternehmen noch bis etwa 1895 die Firma Quist & Eisenmann.
Friedrich Wilhelm Quist übergab den Betrieb spätestens 1899 an seine Söhne Edmund und Fritz Quist und verfügte testamentarisch, dass derjenige, der das Unternehmen weiterführen würde, dem anderen Sohn 126.000 Mark bezahlen müsse. Schon zu Lebzeiten des Vaters hatten sich Machtkämpfe zwischen Edmund und Fritz Quist angebahnt, die eine solche Bestimmung ratsam scheinen ließen. Nachdem Friedrich Wilhelm Quist 1903 gestorben war, führte ab 1904 Fritz Quist das Unternehmen als Alleininhaber weiter. Er blieb bis zu seinem Tod 1951 Geschäftsführer, jedoch wurde das Unternehmen 1936 in eine GmbH umgewandelt. Fritz Quists drei Söhne Hans, Werner und Walter arbeiteten alle ebenfalls im Unternehmen. Hans und Walter waren vor allem im Ausland tätig, Werner war ab den 1930er Jahren zunehmend mit der Geschäftsleitung in Esslingen beschäftigt und übernahm 1951 die alleinige Leitung. Die GmbH wurde 1959 in eine KG umgewandelt. 1965 trat Gerd Quist in die Unternehmensleitung ein, die nun in vierter Generation in den Händen der Familie Quist war.
In der zweiten Hälfte des 20. Jahrhunderts geriet das Unternehmen durch mehrere Fehlentscheidungen in Schwierigkeiten. Der Versuch, eine lukrative Beteiligung an der WMF zu ererben, scheiterte. Zwar gelang es Quist zwischen 1965 und 1971 mehr als ein Viertel der WMF-Stammaktien aufzukaufen, doch war mit einer solchen Schachtelbeteiligung kein ausreichendes Mitspracherecht verbunden und auch die erhofften Posten im Aufsichtsrat für Werner und Gerd Quist ließen sich durch den Aktienkauf nicht erreichen. Dieser Versuch kostete Quist bis 1971 etwa 18 Millionen DM, während der Jahresumsatz um diese Zeit rund 22,7 Millionen DM betrug.
Der Versuch, ein Werk in Malaysia zu errichten, scheiterte 1973 daran, dass ein dafür ungeeignetes Grundstück gekauft wurde. Der Wandel des Zeitgeschmacks wurde für F. W. Quist ebenfalls verhängnisvoll. Versilberte Tafelgeräte und Geschenkartikel waren bei der Kundschaft nicht mehr beliebt, Billigimporte aus Asien verschärften die Konkurrenzsituation, und im Design konnte man sich bei Quist in dieser Zeit, anders als etwa bei Alessi, auf keine neue, erfolgreiche Linie festlegen: Susanne Feldmann kam in einem Aufsatz über die Unternehmensgeschichte zu dem vernichtenden Schluss, dass F. W. Quist in den letzten Jahrzehnten nur noch „ein wahlloses Durcheinander, das mit den hochwertigen Jugendstil- und Art-Déco-Artikeln oder den soliden, aber trendigen Metallwaren der 1950er Jahre nur noch den Markennamen gemein“ hatte, produzierte.
Rationalisierungsmaßnahmen und eine Umstrukturierung im Jahr 1980 konnten das Unternehmen nicht mehr retten, 1981 meldete F. W. Quist Konkurs an.
Die Marke wurde von der Bayerischen Metallwarenfabrik (BMF) samt den Gebrauchsmustern, Werkzeugen und Maschinen aufgekauft. Ein Teil der Artikel wurde nach dieser Übernahme weiterhin unter der Marke Quist produziert.
In Esslingen weist noch der hohe Schornstein mit der Namensaufschrift „Quist“ auf den ehemaligen Fabrikstandort in der Weststadt hin.

## Produkte

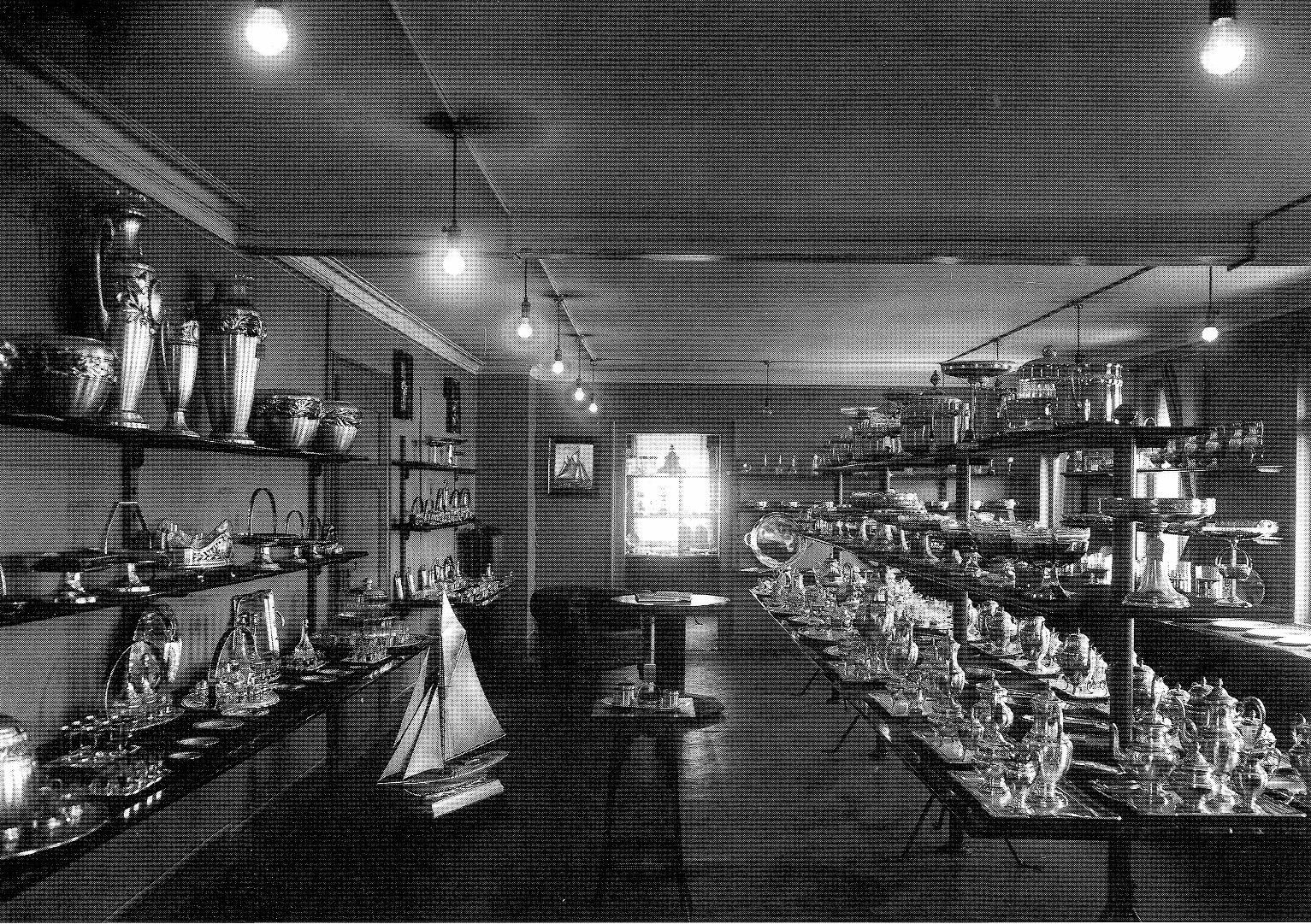
Musterzimmer von F. W. Quist, um 1905

F. W. Quist produzierte Geschirr und Tafelgerät im jeweiligen Stil der Zeit. Bis zum Ersten Weltkrieg konzentrierte man sich ganz auf den Bereich der Tafelgerätschaften; ab 1916 wurden Stahlhelme und andere Heeresbedarfsartikel angefertigt, nach dem Ersten Weltkrieg auch Aluminiumgeschirr.
Schon in der Zwischenkriegszeit kehrte F. W. Quist 1935 zur Rüstungsproduktion zurück und reichte ein Patent für die Produktion von Stahlhelmen ein, das von dem Erfinder des Stahlhelms, Friedrich Schwerd, bei einem Besuch im Werk 1936 sehr bewundert wurde. F. W. Quist war einer von vier Stahlhelmherstellern für die Deutsche Wehrmacht, produzierte ab 1938 jedoch auch Feuerwehr- und Luftschutzhelme. Hergestellt wurden z. B. die Typen M1935, M1940 und M1942. Abnehmer dieser Helme war in der Zeit des Nationalsozialismus die Waffen-SS, in der Bonner Republik die Bundeswehr und ihre Feldjäger. Neben den Helmen produzierte man in der Zeit des Zweiten Weltkriegs auch andere Rüstungsgüter wie etwa Gehäuse für Bombenzünder. 1942 waren 97 Prozent der von F. W. Quist hergestellten Gegenstände für den Kriegseinsatz bestimmt. Versilberte Metallwaren durften nur noch zur Devisenbeschaffung für den Export produziert werden.
Auch nach dem Zweiten Weltkrieg gehörten die Helme noch bis etwa 1960 zur Produktpalette. Auch die Doppelkegel für die Überhitzungsabdichtungen von Dampflokomotiven, mit deren Produktion man während des Zweiten Weltkriegs begonnen hatte, wurden nach der Elektrifizierung bei der Deutschen Bundesbahn nicht mehr gebraucht. Zieh- und Pressteile für die Industrie gehörten in der zweiten Nachkriegszeit ebenfalls zum Sortiment.
Einzelne Designobjekte aus den 1960er und 1970er Jahren avancierten später zu Sammlerstücken: Bekannt wurde etwa der kugelförmige Aschenbecher Smokny, der 1970 auf den Markt kam und den 1966 bzw. 1968 vorgestellten Kugelsesseln Ball und Bubble chair von Eero Aarnio nachempfunden war.
Für die meisten Quist-Produkte ist kein bestimmter Designer sicher festzustellen, doch lassen sich einige Ausnahmen nennen. So lieferte etwa der französische Gestalter Paul Follot Entwürfe für F. W. Quist, ebenso Max Joseph Gradl, August Oesselmann, Johannes Bartel und Carl Nies. In den 1930er Jahren arbeitete Emil Kitzenmeier in Festanstellung für F. W. Quist. Zu den wesentlichen Gestaltern von Quist-Produkten nach dem Zweiten Weltkrieg gehörte Eugen Stegmaier, und ab 1954 war Oswald Pörner als Designer beschäftigt.
Das Esslinger Stadtmuseum besitzt zahlreiche Stücke aus der Produktion von F. W. Quist, die z. T. im Rahmen einer Ausstellung über die Esslinger Metallwarenproduktion im Jahr 2004 gezeigt wurden.

## Bauwerke

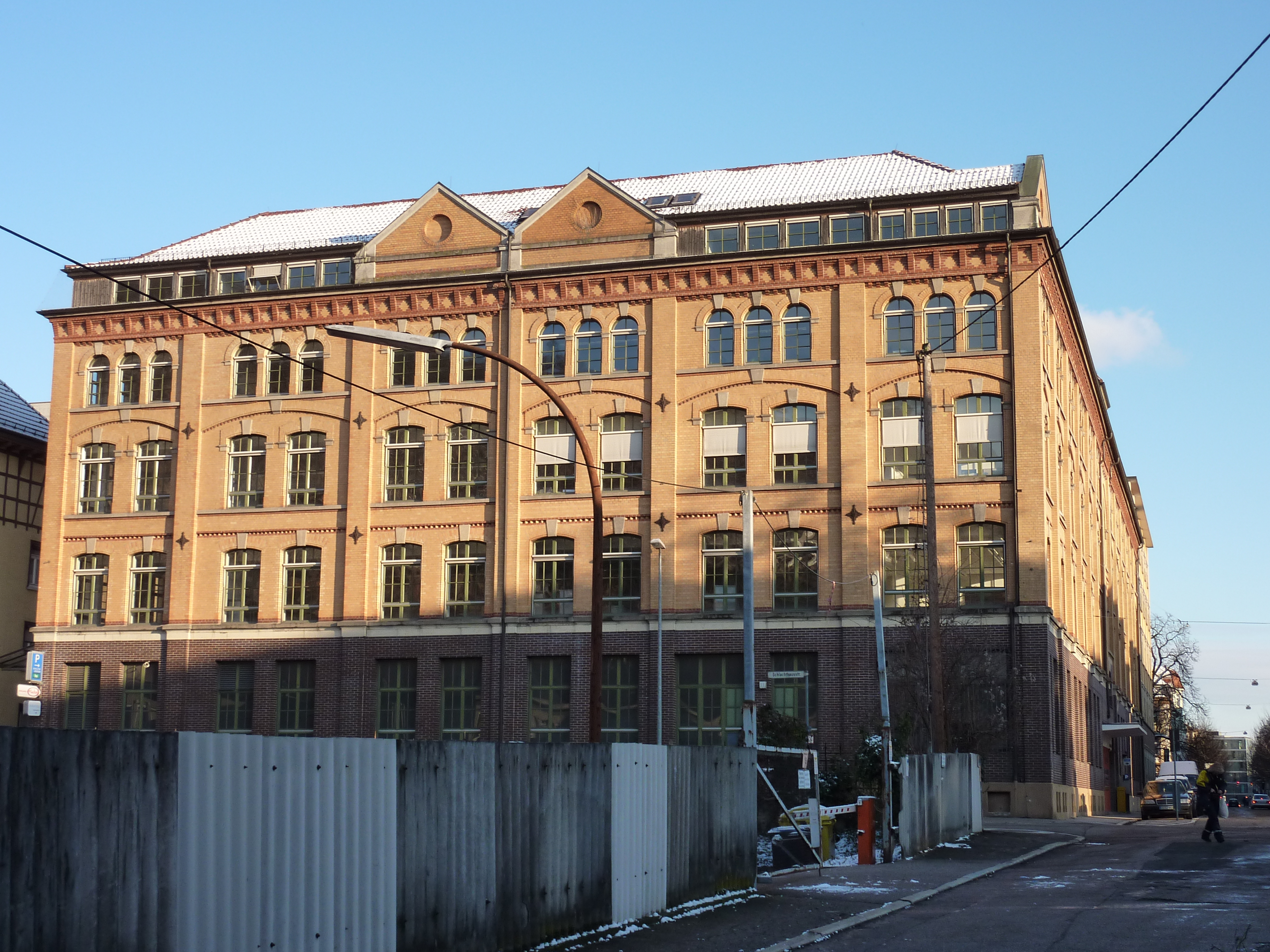
Martinstraße 44

F. W. Quist hatte seinen Standort in der Esslinger Weststadt. Jakob Schweizer jun. war 1866 der erste Anlieger an der Martinstraße. Im Jahr 1892 war die Fabrik in den Gebäuden Martinstraße 1, 3 und 5 ansässig; 1897 wurde die Baugenehmigung für einen Fabrikneubau erteilt, der in zwei Bauabschnitten zwischen 1897 und 1903 weiter stadtauswärts ebenfalls an der Martinstraße errichtet wurde. Das Gebäude samt Maschinen- und Kesselhaus wurde von Philipp Jakob Manz entworfen.
Die Erweiterungen in den Jahren 1911, 1912 und 1914, die eine dreiflügelige Anlage an der Ecke Martinstraße / Schlachthausstraße entstehen ließen, wurden ebenfalls von Manz und von Otto Junge geplant; Junge erhöhte das Bauwerk um ein Mansardgeschoss auf vier Geschosse. Das Erdgeschoss ist durch seine violette Ziegelfassade von den übrigen Geschossen abgesetzt. Diese sind in Sichtmauerwerk aus gelben Ziegeln ausgeführt und zeigen rötliche Backsteinmuster und Gesimse. Die Fassaden sind symmetrisch angelegt und durch Pfeiler gegliedert; Einfahrtstor und Haupteingang liegen in der Mittelachse der Fassade zur Martinstraße. Die dreiflügelige offene Anlage wurde 1936/1937 durch einen Verbindungsbau geschlossen. 1962 kam ein Neubau hinzu, der die Arbeitsfläche der Fabrik verdoppelte. Nach dem Konkurs wurde der Gebäudekomplex ab 1981 an verschiedene Gewerbetreibende, Musiker und Schulungsbetriebe sowie an das damalige Kultur- und Kommunikationszentrum von Esslingen (KuKoZe) vermietet. Nach einem Großbrand des Gebäudes in der Nacht vom 11. auf den 12. Dezember 1983, der sieben Stunden dauerte, das ehemalige Fabrikgebäude weitgehend zerstörte und rund 2 Millionen DM Sachschaden verursachte, wurde ein eventueller Abriss diskutiert, der jedoch verworfen wurde. Das mittlerweile wieder voll renovierte und heute gewerblich genutzte Gebäude Martinstraße 44 wurde später als ein herausragendes Beispiel zeitgenössischer Industriearchitektur unter Denkmalschutz gestellt.